# Francesco Santoro-Passarelli
Francesco Santoro-Passarelli (Altamura, 19 luglio 1902 – Roma, 4 novembre 1995) è stato un giurista italiano e accademico dei Lincei.

## Biografia
Nella sua lunga carriera di docente universitario, iniziata nel 1928 come professore incaricato a Urbino, proseguitasi come ordinario a Catania, Padova e Napoli, e conclusasi nel 1977 alla facoltà di giurisprudenza dell'università La Sapienza dove fu chiamato nel 1947, ha insegnato istituzioni di diritto privato, diritto civile e diritto del lavoro.  
È anche stato presidente dell'Unione giuristi cattolici italiani. È l'autore di numerose pubblicazioni, fra cui le Dottrine generali del diritto civile, prima opera del suo genere dopo l'entrata in vigore del codice civile del 1942, è un fortunato manuale di diritto del lavoro ristampato innumerevoli volte. 
Ha partecipato a numerose commissioni ministeriali incaricate di redigere testi normativi in materia privatistica. Ad esempio, fu membro di uno dei comitati per il codice civile del 1942, occupandosi in particolare delle disposizioni sulle successioni. È stato anche uno dei principali ispiratori della riforma del diritto di famiglia del 1975. 
Presidente dell'Ina dal 1960 al 1972. È stato anche vice presidente del Consiglio Superiore della Pubblica Istruzione e membro del CNEL.
L'Accademia Nazionale dei Lincei, della quale fu socio dal 1952, per ricordarlo, ha istituito il "Premio Francesco Santoro-Passarelli" da attribuirsi ai migliori studiosi del diritto civile o del diritto del lavoro.
Nel 1936 si unì in matrimonio con Angela Alberotanza, sua procugina, dalla quale ebbe tre figli: Maria (1937), Lucrezia (1938) e Giuseppe (1946).

## Principali pubblicazioni
- La surrogazione reale (1926)
- I diritti d'uso limitato (1927)
- L' accertamento negoziale e la transazione
- Appunti sulle successioni legittime (1930)
- La filiazione naturale nel progetto di codice civile (1931)
- Legato legittimo d'alimenti (1932)
- Sottoscrizione del testamento olografo (1932)
- Nozioni di diritto del lavoro (1946)
- Dottrine generali del diritto civile (1954)
- Un libro sul divorzio (1969)
- Libertà e autorità nel diritto civile: altri saggi (1977)
- La transazione (1986)
- Teoria della successione legittima dello Stato